# Санок (гмина)
Санок (пол. Sanok) — сельская гмина (волость) в Польше, входит как административная единица в Санокский повет, Подкарпатское воеводство. Население — 16 597 человек (на 2004 год).

## Демография
| Перепись                       | Всего   | Всего | Женщины | Женщины | Мужчины | Мужчины |
| ------------------------------ | ------- | ----- | ------- | ------- | ------- | ------- |
| Единицы                        | человек | %     | человек | %       | человек | %       |
| Население                      | 16 597  | 100   | 8281    | 49,9    | 8316    | 50,1    |
| Плотность населения (чел./км²) | 71,7    | 71,7  | 35,8    | 35,8    | 35,9    | 35,9    |

## Соседние гмины
1. Гмина Бирча
2. Гмина Бжозув
3. Гмина Буковско
4. Гмина Леско
5. Гмина Дыдня
6. Гмина Тырава-Волоска
7. Гмина Загуж
8. Гмина Заршин